# Lamprohaminoea
Genre
Lamprohaminoea est un genre de mollusques gastéropodes de la famille des Haminoeidae.

## Liste des espèces
Selon World Register of Marine Species (3 janvier 2021) :
- Lamprohaminoea cymbalum (Quoy & Gaimard, 1833)
- Lamprohaminoea evelinae Oskars & Malaquias, 2020
- Lamprohaminoea mikkelsenae Oskars & Malaquias, 2020
- Lamprohaminoea ovalis (Pease, 1868)
- Lamprohaminoea vamiziensis Oskars & Malaquias, 2020

## Galerie

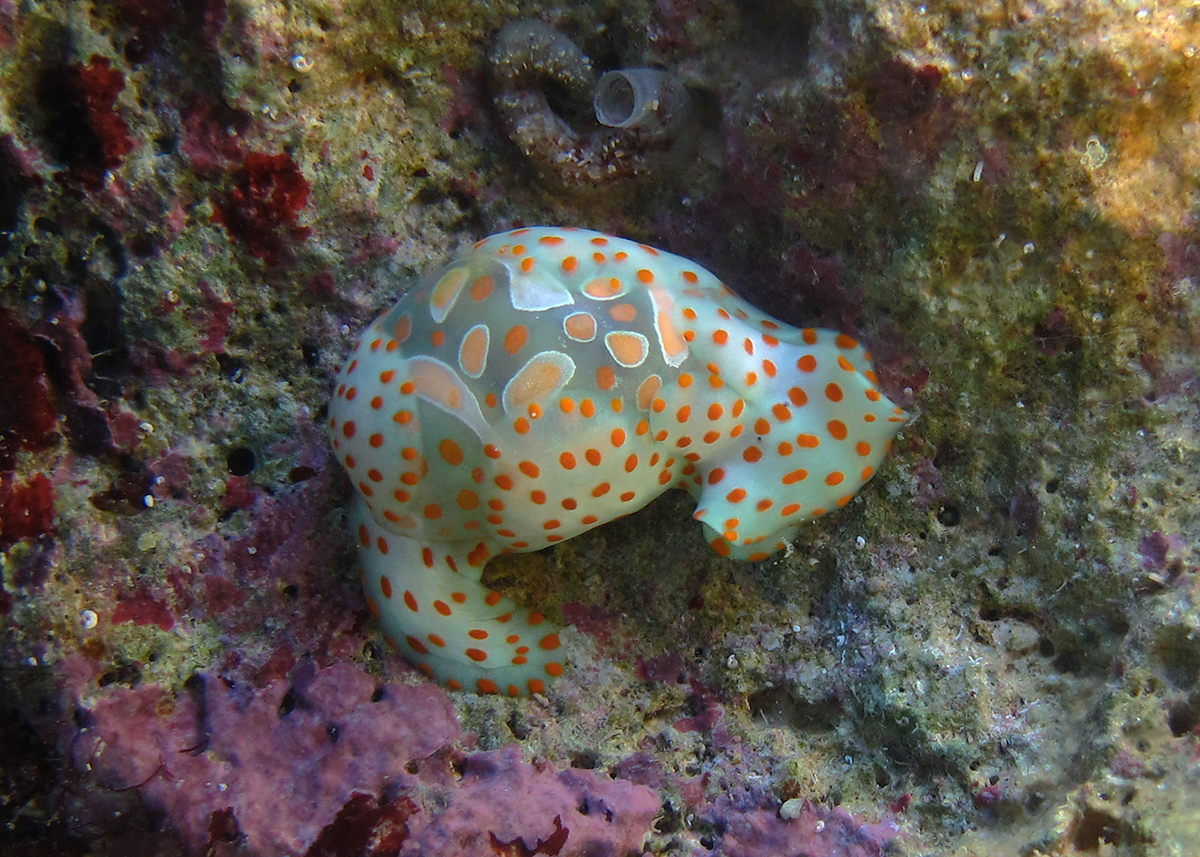
Lamprohaminoea cymbalum
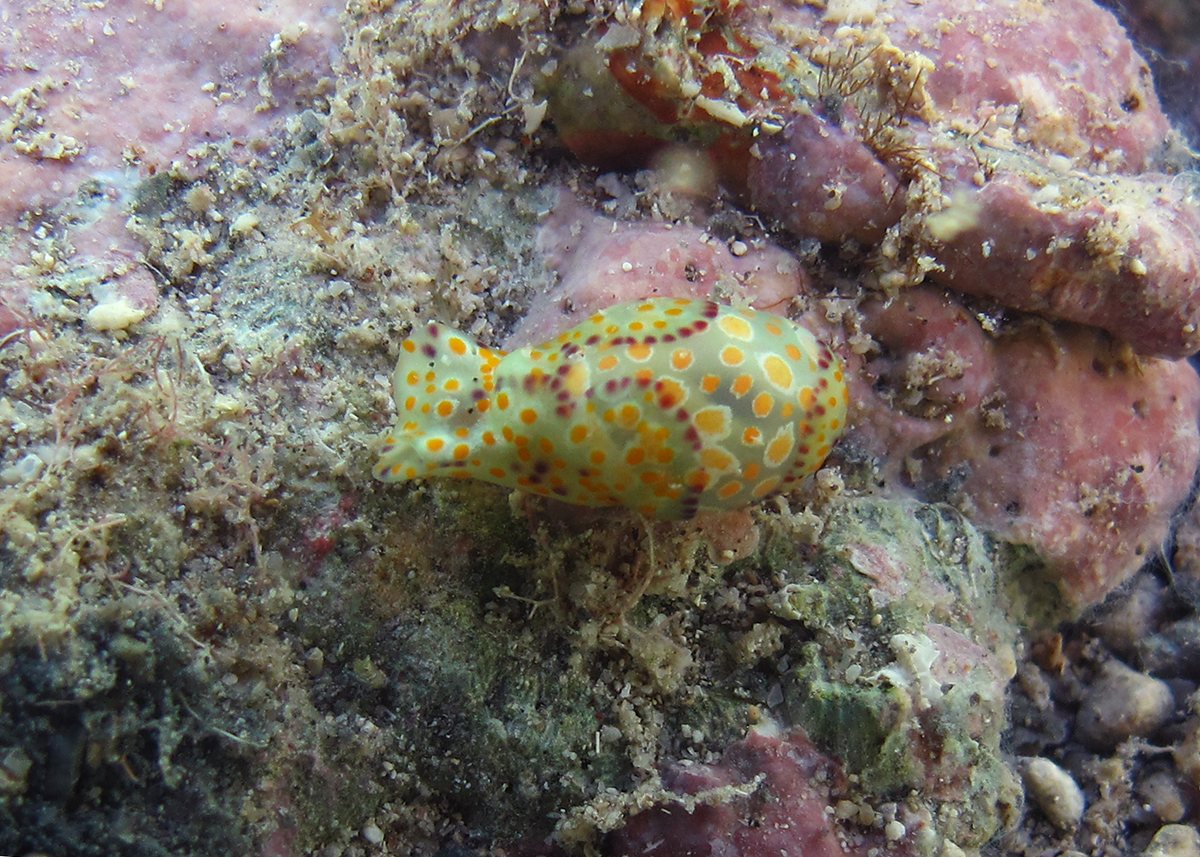
Lamprohaminoea ovalis